# Jacques Grinevald
Pour les articles homonymes, voir Grinevald.
 (décembre 2018).
Jacques Joseph Léon Grinevald, né le 14 janvier 1946 à Strasbourg, est un philosophe et historien des sciences français, professeur émérite à l'Institut universitaire d'études du développement de Genève.

## Biographie
Jacques Grinevald est d'abord coopérant et professeur en République du Tchad (1970-1971). De 1972 à 1980 il est vacataire, puis assistant à l'université de Genève. Il soutient en 1979 une thèse de 3e cycle de philosophie, intitulée « Énergie et civilisation : De Vitruve à Carnot et retour ». Il est aussi enseignant-chercheur à l’IUED de 1973 à 2007.
Jacques Grinevald est professeur à l'Institut de hautes études internationales et du développement (IHEID) en 2008-2011. Il est chargé de cours à l'École polytechnique fédérale de Lausanne (EPFL) et à la faculté des sciences économiques et sociales de Genève.
En 2010, il est membre du Anthropocene Working Group.

### Distinctions
- 2015 : Lauréat du The Nicholas Georgescu-Roegen Awards, New-Delhi

## Activités de recherche et éditoriales
Jacques Grinevald a traduit et publié plusieurs articles de l'économiste et mathématicien américain d'origine roumaine Nicholas Georgescu-Roegen dans un ouvrage intitulé Demain la décroissance. Entropie, écologie, économie (1979).
Il s'intéresse à l'histoire et l'épistémologie du développement scientifique et technique, à l'histoire des idées de l'écologie politique et de l'écologie scientifique globale, notamment aux changements climatiques, à l'économie écologique et à l'histoire de l'effet de serre.[réf. nécessaire]
Il collabore à plusieurs revues, notamment la Revue européenne des sciences sociales et Cahiers Vilfredo Pareto, L'Écologiste, Silence, Transversales, Stratégies énergétiques biosphère & société.
Il est membre de divers sociétés savantes, l'American Association for the Advancement of Science, la Geological Society of London, l'History of Science Society, l'International Society for Ecological Economics, et il est membre du conseil scientifique des Parcs nationaux de France (2007-2013) et cofondateur-président de la fondation Biosphère & Société.

## Publications

### Édition scientifique
- Nicholas Georgescu-Roegen, Jacques Grinevald (traduction et présentation) et Ivo Rens (traduction et présentation) (trad. de l'anglais), La décroissance : Entropie, écologie, économie, Paris, Sang de la Terre et Ellébore, 2006, 3e éd. (1re éd. 1979), 304 p. (ISBN 2-86985-168-5) – édition revue

### Publications monographiques
- 2007 : La Biosphère de l'Anthropocène. Climat et pétrole, la double menace. Repères transdisciplinaires 1824-2007. Éditions Médecine & Hygiène, Genève, Switzerland, Georg, 2007. 292 p., coll. « Stratégies énergétiques, Biosphère et Société »
- 1984 : « La quadrature du CERN », avec Gsponer André, Hanouz Lucile et Lehmann Pierre, préface de Robert Jungk, Lausanne, Editions d'en bas, 1984. 186p.

### Articles
- 2019 : « De Lévi-Strauss à Descola à l'heure de l'Anthropocène », in Cometti G., Le Roux P., Manicome T., Martin N., (dir.), Au seuil de la forêt. Hommage à Philippe Descola, l'anthropologue de la Nature, Mirabeau-sur-Bèze, Tautem, 2019, p. 357-378.
- 2015 : « Was the Anthropocene anticipated ? », avec Clive Hamilton, The Anthropocene Review, January 28, 2(1), 2015, p. 59-72
- 2012 : « Le concept d'Anthropocène, son contexte historique et scientifique », in Entropia. Revue d'étude théorique et politique de la décroissance, n°12, printemps 2012, p. 22-38
- 2012 : « De Stockholm à Rio + 20: le développement soutenable à l'époque de l'Anthropocène », in Economie appliquée, LXV(2), p. 22-38
- 2012 : Avec Matthias Finger, « Development was the problem, not the solution » Part I: « The critique of global environmental politics », 3rd International Conference on Degrowth For Ecological Sustainability and Social Equity, Venice, Italy, September 19-23, 2012
- 2011 : « The Anthropocene : conceptual and historical perspectives », avec Will Steffen, Paul Crutzen et John McNeill, in Philosophical Transactions of the Royal Society A, 2011, no 369, p. 842-867
- 2011 : « Qu'est-ce que la Biosphère ? », in Alain Papaux, éd., Biosphère et droits fondamentaux, Genève, L.G.D.J. Schulthess, 2011, p. 9-51
- 2011 : « Énergie et développement », avec Gilles Carbonnier, dans Revue internationale de politique de développement, Genève, The Graduate Institute, n°2, 2011, p.9-28
- 2011 : « Nicholas Georgescu-Roegen et le "message terrestre" de la décroissance », in Revue Entropia. Revue d'étude théorique et politique de la décroissance], n°10, 2011, p. 135-154
- 2006 : « La révolution industrielle à l'échelle de l'histoire humaine de la Biosphère », in Revue européenne des sciences sociales, 2006, T.44, p. 139-167
- 2003 : « Le débat sur l'effet de serre: pourquoi cette chaleur et ce climat d'incertitude? », in B. Lachal et F. Romerio, éds,L'énergie, controverses et perspectives, Université de Genève, Centre universitaire d'étude des problèmes de l'énergie (CUEPE), 2003a, p. 77-106
- 2003 : « Bioeconomia y bioregionalismo. Las ideas de Nicholas Georgescu-Roegen », The Ecologiste para Espana y Latinoamerica, avril-mai-juin, 2003, n°13
- 2003 : « Note sur la spécificité d'une dynamique civilisationnelle », in Christian Coméliau (dir.) Brouillons pour l'avenir, Les Nouveaux Cahiers de l'IUED, Paris, Puf, 2003, p. 75-97
- 2002 : « L'économie de la décroissance », l'Ecologiste, 2002, n°8 p.69-70
- 2000 : « Effet de serre: pour une perspective biosphérique », l'Ecologiste, 2000, n°1(2), p.23-26
- 2000 : « Progrès et entropie: cinquante ans après », in Dominique Bourg et Jean Michel Besnier (dir.):Peut-on encore croire au progrès?, Paris, PUF, 2000 p. 197-227

### Filmographie
- « Hommage à Nicholas Georgescu-Roegen » avec Jacques Grinevald, un film de Vincent Liegey, réalisé par Debora Blake, Paris, juin 2008.